# Cymbasoma bali
Cymbasoma bali is een eenoogkreeftjessoort uit de familie van de Monstrillidae. De wetenschappelijke naam van de soort is voor het eerst geldig gepubliceerd in 1962 door Desai & Krishnaswamy.